# 林韧卒
林韧卒（1961年7月—），辽宁沈阳人，中华人民共和国政治人物。

## 生平
1983年5月加入中国共产党，同年9月毕业于哈尔滨电工学院自控仪表专业。1983年，进入牡丹江大学机电系工作。1998年3月，担任牡丹江大学校长办公室主任。1999年8月，担任牡丹江大学副校长。2007年2月，担任牡丹江大学校长。2017年11月，因涉嫌受贿罪，被依法逮捕。